# Emmanuelle Devos
Emmanuelle Devos (Puteaux, 10 mei 1964) is een Frans actrice. Zij won in 2002 een César voor haar hoofdrol als de slechthorende Carla in de misdaad-thriller Sur mes lèvres en kreeg er in 2010 nog een toegekend voor haar bijrol als burgemeester Stéphane in de dramafilm À l'origine. Voor Sur mes lèvres werd ze ook genomineerd voor zowel de prijs voor beste actrice als voor de publieksprijs op de European Film Awards 2002.
Devos is de dochter van de Franse actrice Marie Henriau. Ze maakte in 1986 haar film- en acteerdebuut met een naamloze rol in On a volé Charlie Spencer!. Sindsdien speelde ze in meer dan 60 andere films, in meer dan 75 inclusief televisiefilms.

## Filmografie
*Exclusief 10+ televisiefilms
| - Un silence (2023) - Amin (2018) - Dove non ho mai abitato (2017) - Numéro une (2017) - Moka (2016) - Fai bei sogni (2016) - Frank & Lola (2016) - On a failli être amies (2014) - Arrête ou je continue (2014) - Jacky au royaume des filles (2014) - Violette (2013) - La Vie domestique (2013) - Le Temps de l'aventure (2013) - Rue Mandar (2012) - Le Fils de l'autre (2012) - Pourquoi tu pleures ? (2011) - La Permission de minuit (2011) - Complices (2009) - Bancs publics (Versailles rive droite) (2009) - À l'origine (2009) - Les Herbes folles (2009) - Les beaux gosses (2009) - Coco avant Chanel (2009) - Unspoken (2008) - Un conte de Noël (2008) - Plus tard (2008) - Deux vies... plus une (2007) - Ceux qui restent (2007) - J'attends quelqu'un (2007) - Le créneau (2007) - Gentille (2005) - La moustache (2005) - De battre mon cœur s'est arrêté (2005) - La femme de Gilles (2004) | - Rois et reine (2004) - Bienvenue en Suisse (2004) - Rencontre avec le dragon (2003) - Il est plus facile pour un chameau... (2003) - Petites coupures (2003) - Au plus près du paradis (2002) - L'adversaire (2002) - Varsovie-Paris (2002) - Sur mes lèvres (2001) - Aïe (2000) - Esther Kahn (2000) - Les cendres du paradis (2000) - Vive nous! (2000) - Cours toujours (2000) - Peut-être (1999) - La vie ne me fait pas peur (1999) - La tentation de l'innocence (1999) - Roule ma poule (1999) - Artemisia (1997) - Le déménagement (1997) - Anna Oz (1996) - Comment je me suis disputé... (ma vie sexuelle) (1996) - Consentement mutuel (1994) - Oublie-moi (1994) - Les patriotes (1994) - À Clara (1994) - Sauve-toi (1993) - La sentinelle (1992) - La vie des morts (1991) - Embrasse-moi (1990) - Dis-moi oui, dis-moi non (1989) - La pension (1987) - On a volé Charlie Spencer! (1986) |

## Prijzen en nominaties

### Prijzen
- 2002: Sur mes lèvres: César voor beste actrice
- 2010: À l'origine: César voor beste actrice in een bijrol
- 2005: Rois et Reine: Étoile d'or voor beste vrouwelijke hoofdrol
- 2005: Rois et Reine: Prix Lumière voor beste actrice

### Nominaties
- 1997: Comment je me suis disputé... (ma vie sexuelle):  César voor beste jong vrouwelijk talent
- 2003: L'Adversaire: César voor beste actrice in een bijrol
- 2005: Rois et Reine: César voor beste actrice
- 2006: Créanciers: Molière de la comédienne (toneel)
- 2014: Violette: Globe de cristal voor de beste actrice
- 2014: La Porte à côté: Molière de la comédienne (toneel)

- Bibliothèque nationale de France: cb14655037b (data)
- Catàleg d'autoritats de noms i títols de Catalunya: 981058613991706706
- Gemeinsame Normdatei: 139962360
- International Standard Name Identifier: 0000 0001 2146 1154
- Library of Congress Control Number: no2002062523
- Nationale Bibliotheek van Tsjechië: xx0136402
- Nationale Bibliotheek van Israël: 987007426660005171
- Nationale Bibliotheek van Polen: a0000002090976
- Système universitaire de documentation: 067283535
- Virtual International Authority File: 103284162
- WorldCat: E39PBJxrWFBTmF9wv4Q4x7WVYP